# Gregorio Suberviola
Gregorio Suberviola Baigorri (Morentin, 9 de mayo de 1896-Barcelona, 13 de marzo de 1924) fue un militante y terrorista anarquista español.

## Biografía
Gregorio Suberviola Baigorri nació en la localidad navarra de Morentin, el 9 de mayo de 1896. Trabajó junto a su padre como albañil en su ciudad natal hasta 1919. Luego cumplió el servicio militar en Estella. Luego se convirtió en trabajador migrante, trasladándose a Pamplona y luego a Zaragoza. Durante este período, se unió al movimiento anarcosindicalista, dentro del cual llegó a ser conocido como «El Serio» y «El Torinto». Posteriormente se trasladó a San Sebastián, donde trabajó en la construcción del Casino Kursaal y organizó obreros itinerantes junto a Manuel Buenacasa Tomeo.
En 1920 cofundó con Buenaventura Durruti el grupo anarquista Los Justicieros. El grupo intentó asesinar al rey Alfonso XIII de España, pero tras descubrirse su complot, huyeron a Zaragoza. Bajo vigilancia policial, Suberviola volvió a trabajar, mientras pasaba su tiempo libre leyendo teoría anarquista. En agosto de 1922, él y Durruti se trasladaron a Barcelona, donde fundaron un nuevo grupo, Los Solidarios. En mayo de 1923 asesinó al gobernador de Vizcaya, Fernando González Regueral, y en septiembre de 1923 participó en un atraco al Banco de España en Gijón.
Cuando se instauró la dictadura de Primo de Rivera en 1923, Los Solidarios resolvieron derrocar al nuevo dictador. Suberviola adquiría armas y explosivos y los almacenaba en varios barrios de Barcelona, pero informantes de la policía alertaron a las autoridades sobre los depósitos de armas de Suberviola. El 24 de febrero de 1924, Suberviola fue herido mortalmente en un asalto a su casa por parte de miembros del pistolerismo. Murió a causa de sus heridas el 13 de marzo de 1924.

## Lectura adicional
- García-Sanz Marcotegui, Ángel (1984). Navarra. Conflictividad social a comienzos del siglo XX y noticia del anarcosindicalista Gregorio Superviola (1896-1924). Pamplona: Editorial Pamiela.
- Paz, Abel (2006) [1996]. Durruti in the Spanish Revolution (Morse, Chuck, trad.). Edimburgo: AK Press. ISBN 1-904859-50-X. LCCN 2006920974. OCLC 482919277.

- Datos: Q20002757